# المجلس الطبي الجوي (مصر)
تم إنشاء المجلس الطبي الجوي بوزارة الطيران المدني عام 2003 وتم افتتاحه في 20 مارس 2005 ويقع المجلس الطبي الجوي بمقر ديوان عام وزارة الطيران المدني - طريق المطار وهو تابع لسلطة الطيران المدني.

## الجودة
يتميز المجلس الطبي بوجود أفضل نخبة من الأطباء المتميزين ذوي الكفاءة الطبية العالية في التخصصات الإكلينيكية المختلفة بالإضافة إلى الخبرات العالية ودقة التشخيص وهم حاصلون على أعلى الشهادات والخبرات الخاصة بمجال طب الطيران والفضاء الخارجي حيث تم تأهيلهم في مجال طب الطيران وذلك من خلال أهم المؤسسات العالمية الموجودة في (الولايات المتحدة الأمريكية - كندا - بريطانيا) وهذا بالإضافة إلى حصولهم على دورات تدريبية وشهادات معتمدة لتوقيع الكشف الطبي بنظام "F.A.A" وذلك من مؤسسة الطيران الفيدرالية الأمريكية.

## الخدمات المقدمة من المجلس الطبي الجوي

### خدمات خاصة
1. المجلس الطبي هو أول مجلس طبي مدني على مستوى الشرق الأوسط له سلطة توقيع الكشف الطبي على أفراد طاقم الطائرة (طيارين - مهندسين جويين - ضيافة جوية - مراقبيين جويين - طلبة طيارين ) وذلك لتحديد مدى لياقتهم الطبية للطيران من عدمه لكل فئة من الفئات المذكورة وأيضاً حسب مستوى الكشف الطبي لكل فئة وتسجيل التاريخ المرضي لأطقم الطائرة[2] وتوثيقها في سجلات تصاحب الفرد منذ بداية طيرانه وحتى انتهاء خدمته.[1]
2. تم تجهيز قسم خاص لمنح إجازة الطيران للركب الطائر الأجنبي من خلال مؤسسة الطيران الفيدرالية الأمريكية "F.A.A".[1]

### خدمات خارجية عامة (للجمهور)
ينفرد المجلس الطبي الجوي بوزارة الطيران المدني بوجود أحدث جهاز للأشعة المقطعية متعددة المقاطع 64 Multi-Slice C.T Scan Unit يقوم الجهاز بعمل جميع أنواع الأشعة المقطعية العادية بالإضافة إلى تميزة عن الأجيال السابقة من أجهزة  الأشعة المقطعية فيما يلى :
1. تصوير الشرايين التاجية للقلب والأوعية الدموية بدقة متناهية .
2. تصوير الشرايين الطرفية بدقة متناهية .
3. تصوير شرايين المخ والدورة الدموية المخية بمنتهى الدقة .
4. تصوير ثلاثى الأبعاد بالألوان لكل أجزاء الجسم .
5. وكذلك على باقي أعضاء الجسم (البطن - العمود الفقري - الأنف والأذن والحنجرة «الجيوب الأنفية» - الحوض - الكلى - الكبد ......) وذلك بالصبغة وبدون صبغة حسب نوع الفحص وتجرى هذه الفحوصات المقدمة للجمهور على هذا الجهاز .

- هذا ويقوم بالعمل على الجهاز نخبة من الأطباء الحاصلين على أعلى الشهادات في تصوير القلب من الولايات المتحدة الامريكية.[1]